# Burton Forde
Pour les articles homonymes, voir Forde (homonymie).
Burton Forde (né le 11 février 1971 à Saint-Vincent-et-les-Grenadines) est un joueur de football international vincentais, qui évoluait au poste de défenseur.

## Biographie

### En équipe nationale
Burton Forde joue avec l'équipe de Saint-Vincent-et-les-Grenadines entre 1996 et 2001.
Il participe avec cette équipe à la Gold Cup 1996 organisée aux États-Unis. Lors de cette compétition, il joue un match contre le Guatemala.
Il dispute également les éliminatoires du mondial 1998 et les éliminatoires du mondial 2002.